# リスィ山
リスィ山（スロバキア語: Rysy, ポーランド語発音: [ˈrɨsɨ]; ドイツ語: Meeraugspitze, ハンガリー語: Tengerszem-csúcs）は、ポーランドとスロバキア国境付近にあるタトラ山脈（ハイタトラス）の最も高い山である。リスィ山には、中央の 2,503m(8,212ft)、北西の 2,499m(8,199ft)、そして南東の 2,473m(8,114ft)の3つの頂があり、そのうち北西のものはポーランドで最も高い地点となる。その他の2つはスロバキア側にあり、プレショウ県に属する。

## 名称
ポーランドとスロバキアにおける呼称「リスィ」が、「かき傷」または「割れ目」を意味するのは、Ż abie尾根西斜面のそれらの形状か、非常に突出した高さ 500m(1,600ft)の渓谷と北側にある多数の小渓谷など、一連の渓谷に関係していると専門家はみている。スロバキア側の民間伝承では、名前が「オオヤマネコ」を意味している「rysy」が語源であるとされている。しかし、オオヤマネコの生息地は樹木限界線より高い標高には広がっていない。
ハンガリー名「Tengerszem-csúcs」とドイツ語名「Meeraugspitze」は、「海の目」（ポーランド語: Morskie Oko）と呼ばれている北のふもとにある氷河湖から、「海の目山」を意味する。

## 歴史
知られている最初の登頂は、Ede Blásy と彼のガイド Ján Ruman-Driečnyによって 1840年に到達した。冬山登頂は、Theodor Wundt と Jakob Horvay によって1884年に成功している。20世紀には、共産主義当局は、ウラジーミル・レーニンが1910年代初期のあたりに山に登ったと主張している。

## 観光

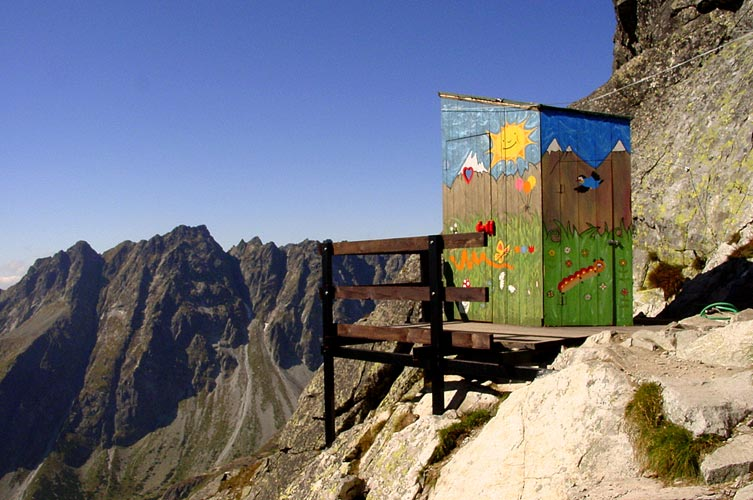
カラフルな野外トイレ「Chata pod Rysami」

ルスィ山は、山岳ガイドなしで個人登山に行くことのできる、タトラ山脈で最も高い山である。スロバキア側の Štrbské plesoから始まって、標高 2,250m(7,380ft)にある 5月～10月の夏季の間に開いている山小屋「Chata pod Rysmi」を経由し、山頂に登ることができる。ポーランド側のMorskie Oko湖から登ることもできる。こちらは、より難しく険しいルートである。11月1日から翌年6月15日までの期間は、スロバキア側のコースは閉鎖される。

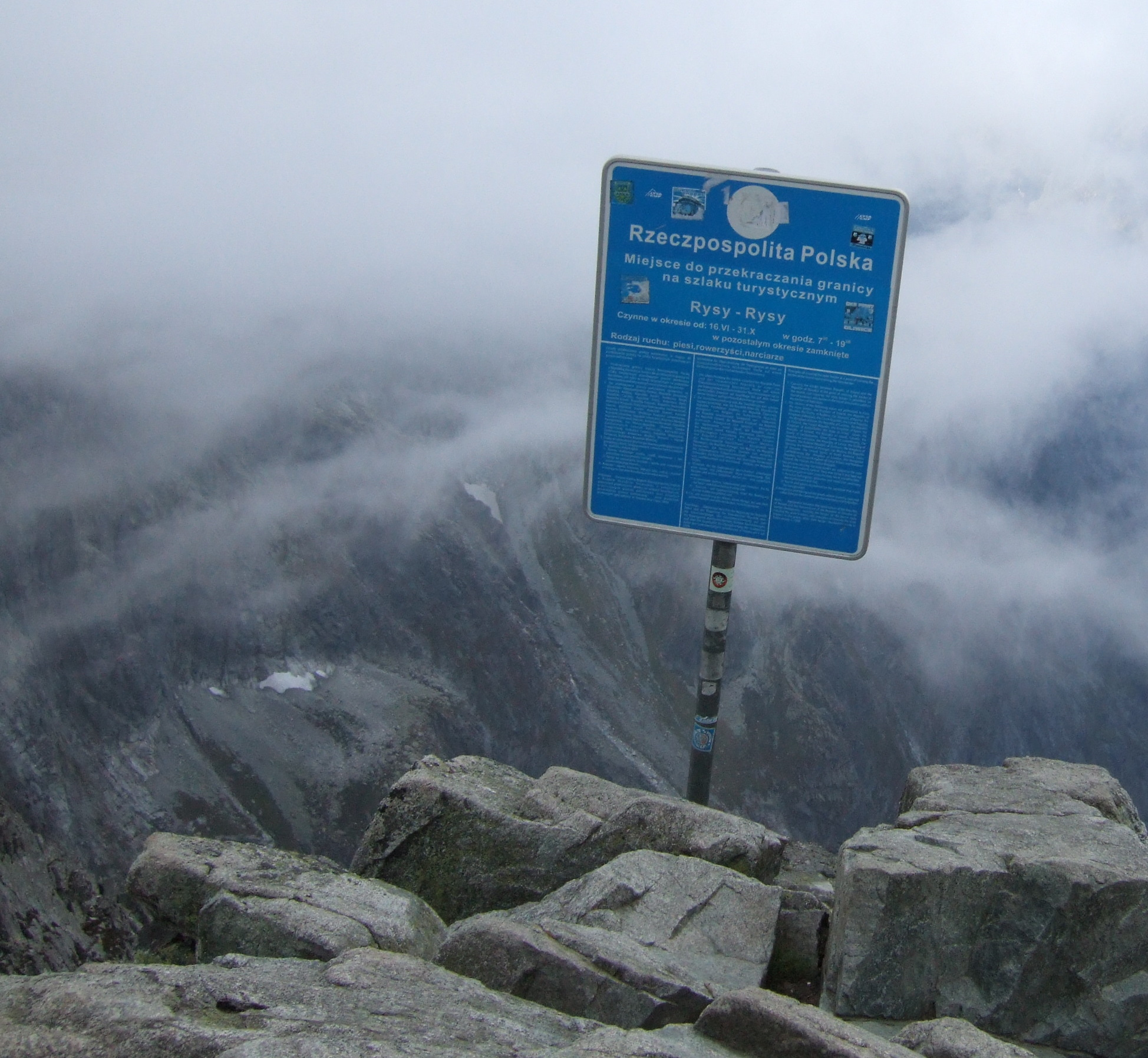
山頂の旧国境を示す標識

国境は、6月16日から10月31日の期間は、スロバキア側のコースが開いているため横切ることができる。しかし、ポーランドとスロバキアの2007年のシェンゲン協定加盟以来、2国間の国境は他の地点でも容易に横切ることができるようになった。だが、国境検問がないにもかかわらず、欧州連合の各国を次々と旅する場合の特定の身分証明書（IDカードやパスポート）を所持する点に注意を要する。

### 3Dパノラマ
- Rysy - polish summit 2499 m
- Rysy - slovak summit 2503 m
- also slovak summit, September[リンク切れ]
- as above, only this time in May[リンク切れ]
- standard weather on the summit
- Hike to Rysy (from the polish side)
- Hike to Rysy (from the slovakian side)